# Dipcadi maharashtrense
Dipcadi maharashtrense là một loài thực vật có hoa trong họ Măng tây. Loài này được Deb & S.Dasgupta mô tả khoa học đầu tiên năm 1975.